# Покупатель

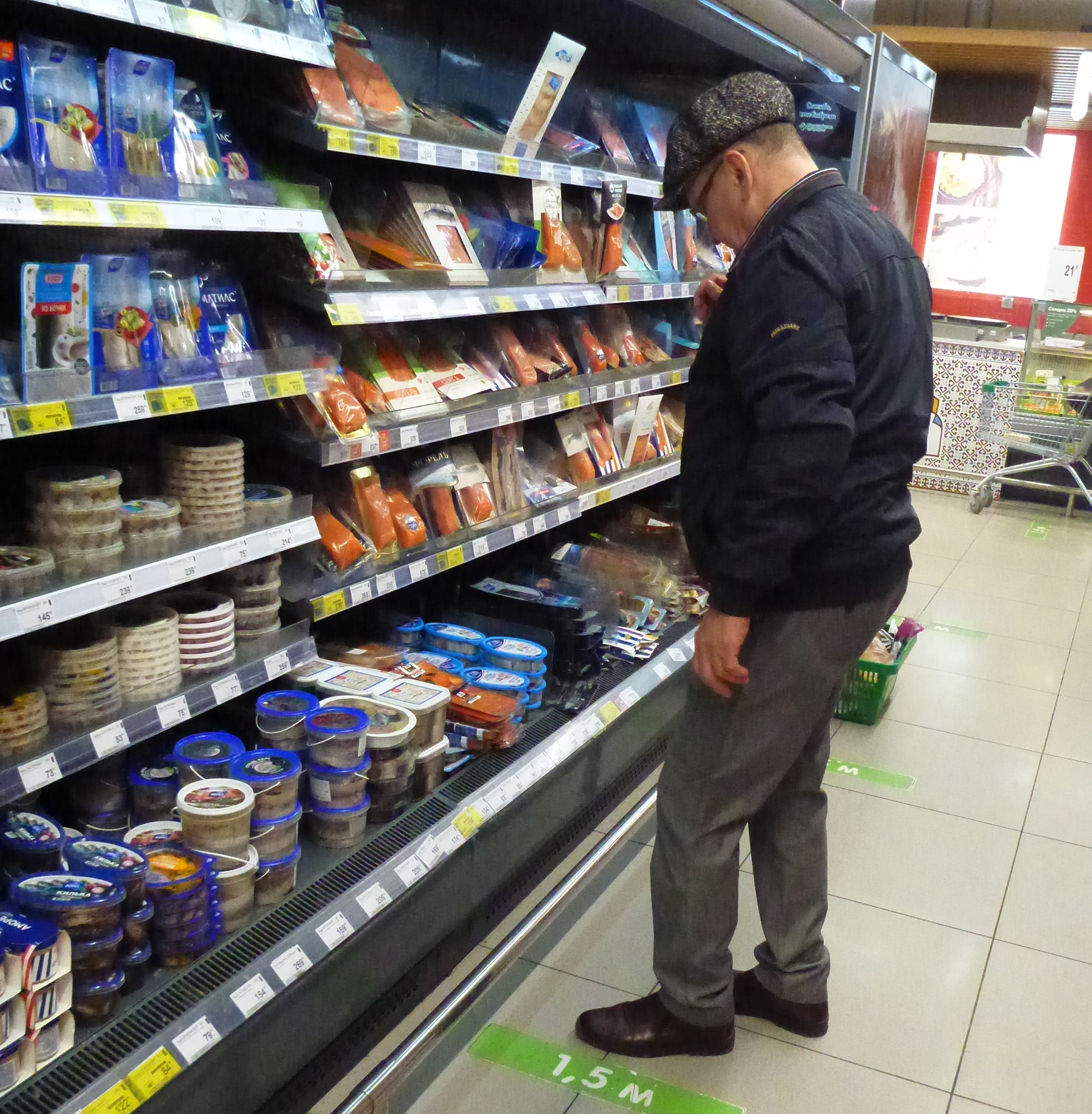
Покупатель в продуктовом магазине

Покупа́тель — человек (в т. ч. физическое лицо) или организация (в т. ч. юридическое лицо), осуществляющее оплату деньгами (или иным способом; см. бартер) и являющееся приобретателем товара или услуги.
Для того, чтобы оградить покупателя от некачественных товаров, от недобросовестных действий продавца на территории Российской Федерации применяется специальный закон —«Закон о защите прав потребителей».
Покупателя не стоит путать с «потребителем», поскольку это не только разные роли, но и зачастую разные люди или субъекты: например, в случае, когда родитель покупает для ребёнка игрушку, родитель выступает как покупатель, а ребёнок — как потребитель. Ещё пример: зять покупает гроб для тёщи. В этом случае зять — покупатель, а тёща  — потребитель. Этот пример также показывает, что потребитель не обязан быть живым человеком. 
Существует поговорка — «Покупатель всегда прав». Данное высказывание характеризует взаимоотношения сторон при заключении сделки купли-продажи: тот, кто оплачивает товар, тот и является главным звеном в цепочке купли-продажи товаров/услуг. Но реально ситуация зависит от состояния рынка, его развитости (см. эластичность).